# Кирильчик, Павел Васильевич
Па́вел Васи́льевич Кири́льчик (бел. Павел Васілевіч Кірыльчык; род. 4 января 1981[…], Минск) — белорусский футболист, защитник и полузащитник, тренер. Исполняющий обязанности главного тренера московского «Торпедо».

## Клубная карьера
Воспитанник минской СДЮСШОР № 5. Первый тренер — Шепетовский В. Е. В 1999 году попал в свою первую профессиональную команду, минское «Торпедо-МАЗ». В своих первых двух сезонах на профессиональном уровне сыграл всего 8 матчей за клуб — 3 игры в сезоне 1999 года и 5 игр в сезоне 2000 года. В следующих двух сезонах играл больше — 14 игр в сезоне 2001 года и 16 матчей в сезоне 2002 года. За «Торпедо-МАЗ» Павел выступал в основном на позиции правого защитника. В 2002 году Кирильчик начал регулярно вызываться в молодёжную сборную Беларуси (до 21 года), а по итогам сезона был включён федерацией футбола Беларуси в символическую сборную года в качестве запасного игрока. Всего за минский клуб Павел сыграл 38 матчей и забил 2 гола.
В 2003 году перешёл в «Нефтехимик» (Нижнекамск), который на тот момент выступал в первом российском дивизионе. Сначала футболист был приглашён на просмотр, но, отработав пару сборов с командой, получил предложение подписать полноценный контракт. За нижнекамский клуб Павел сыграл 31 матч и забил 1 гол. Именно тренер «Нефтехимика» впервые начал использовать Кирильчика в роли центрального защитника и опорника.
6 января 2004 года перешёл в украинский клуб высшего дивизиона «Кривбасс», подписав контракт до конца 2005 года. В «Кривбассе» игрок провёл полтора сезона и сыграл 42 матча. В начале ноября 2005 года расторг контракт с клубом по обоюдному согласию.
3 декабря 2005 года перешёл в одесский «Черноморец». По итогам зимнего трансферного окна Павел был признан одесскими болельщиками лучшим новичком, набрав 41 процент голосов в соответствующем голосовании. В дебютном поединке за новый клуб Кирильчик отличился голом в ворота полтавской команды, этот мяч одновременно стал для «Черноморца» первым голом, забитым в весенней части первенства 2005/06. Вместе с «Черноморцем» завоевал бронзовые медали чемпионата 2005/06. Несмотря на то, что белорус сразу закрепился в основе клуба на позиции опорного полузащитника, Павлу удалось сыграть за одесский клуб в сезоне 2005/06 всего 9 матчей (в которых он забил 2 гола). Причиной тому дисквалификация за удаление и несколько мелких повреждений. В рамках заключительного тура сезона Павел получил серьёзную травму ключицы в единоборстве с соотечественником Сергеем Штанюком и выбыл из строя на два месяца.
Летом 2006 года дебютировал в Кубке УЕФА вместе с «Черноморцем». Одесский клуб сыграл в рамках турнира 4 матча, вылетев во 2-м раунде, а Кирильчик сыграл 45 минут в одной из встреч. В сезоне 2006/07 потерял место в основном составе «Черноморца», сыграв за сезон лишь 9 матчей. Ввиду недостатка игровой практики вынужден был покинуть клуб.
5 сентября 2007 года Павел заключил контракт с львовскими «Карпатами». В «Карпаты» Павла приглашал тренер Александр Ищенко, но поработать Кирильчику с ним толком не удалось — вскоре после приезда футболиста во Львов команду возглавил Валерий Яремченко. Во Львове Кирильчик провёл один полный сезон, сыграл 29 матчей и забил 2 гола. В ноябре 2007 года Кирильчик оказался в центре скандала — после одного из матчей «Ильичёвца» чернокожий легионер «Карпат» Самсон Годвин, удалённый с поля за грубый фол и нецензурную брань, обвинил Павла в том, что он якобы назвал его «чёрной обезьяной».
Летом 2008 года перебрался в состав новичка Премьер-лиги, «Ильичёвец» (Мариуполь). После окончания контракта с мариупольским клубом Кирильчик побывал на просмотре в луцкой «Волыни» (июль 2010 года), но контракт с игроком заключён не был. 20 июля 2010 года Павел подписал контракт до конца декабря с клубом белорусской высшей лиги ФК «Минск». В минском клубе Павел сразу заиграл в основном составе и помог команде завоевать бронзовые награды чемпионата Беларуси сезона 2010 года. В составе минчан Павел провёл 13 матчей, забил один гол.
Соглашение футболиста с «Минском» не было продлено, так как игрок объявил, что хочет попытаться трудоустроиться за границей. В начале января 2011 года Кирильчик поехал на просмотр в казахстанский «Кайратом» (Алматы), с которым и подписал постоянный контракт по схеме 1+1 17 января. За «Кайрат» Павел провёл 1 сезон, в котором сыграл за клуб 21 матч и не смог спасти команду от вылета в первую казахскую лигу. И несмотря на то, что в сезоне 2012 года Премьер-лига была расширена до 14 команд, 12 января 2012 года Павел Кирильчик расторг контракт с казахским клубом по обоюдному соглашению сторон.

### ФК «Гомель»

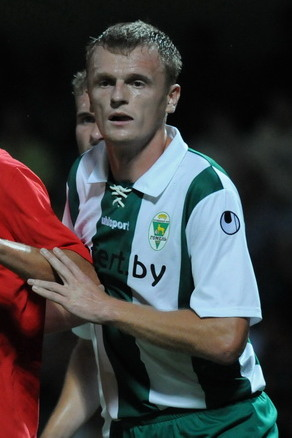
Кирильчик в составе «Гомеля» в 2012 г.

17 января по приглашению Олега Кубарева прибыл на просмотр в ФК «Гомель». 27 января подписал контракт с гомельским клубом на 1 сезон. В межсезонье Кубарев наигрывал Кирильчика в привычных амплуа — центрального защитника и опорного полузащитника. В официальных играх дебютировал за свой новый клуб 6 марта 2012 года в матче за Суперкубок Беларуси, выйдя на замену на 80-й минуте. «Гомель» тот матч выиграл, а Павел стал обладателем трофея. В первых матчах сезона Кирильчик выходил за «Гомель» большей частью со скамейки запасных. Лишь 10 апреля 2012 года в матче 4-го тура чемпионата Беларуси впервые вышел в стартовом составе клуба. В той игре Павел забил и первый гол за гомельский клуб, однако мяч ошибочно не был засчитан. Тем не менее тот матч не помог Кирильчику пробиться в основной состав клуба, и ещё около двух месяцев он пребывал в статусе запасного, выходя на поле с замены или не выходя вовсе.
Пробиться в основу Кирильчику удалось летом 2012 года. В июле-августе 2012 года вместе с клубом принял участие в Лиге Европы, где сыграл 6 матчей, из них 5 — от звонка до звонка. В сезоне 2012 года Кирильчик отыграл за «Гомель» 30 матчей во всех турнирах, получил 2 жёлтые и 1 красную карточку.
В начале декабря 2012 появилась информация, что Кирильчик вместе с рядом других игроков покинет клуб по истечении срока контракта. В начале января 2013 на официальном сайте клуба появилось сообщение, что игрок покинул расположение клуба. Как признался потом сам игрок в интервью, и он, и клуб желали пролонгировать соглашение, но недопоняли друг друга. Ситуация привела к тому, что Кирильчик почти завершил карьеру профессионального футболиста.
Тем не менее в середине января Кирильчик вернулся в расположение гомельского клуба и приступил к тренировкам без подписанного контракта. 25 января 2013 года клуб и игрок решили продлить сотрудничество ещё на 1 сезон. По итогам зимнего трансферного окна Павел оказался единственным игроком «Гомеля» прошлого сезона, кто остался в команде.
Несмотря на то, что в сезоне 2012 года Олег Кубарев использовал игрока на позиции опорника, новый тренер «Гомеля» Алексей Меркулов поначалу использовал футболиста в центре обороны. По сравнению с прошлым сезоном Павел стал играть намного регулярнее, став твёрдым игроком основы — из 20 матчей чемпионата Беларуси 2013 в 19 футболист отыграл все 90 минут. Стал капитаном команды.
18 августа 2013 в матче против борисовского БАТЭ Кирильчик забил свой первый гол за гомельский клуб, сделав счёт 2:2. В том матче «Гомель» одержал победу со счётом 3:2, а сам капитан не доиграл встречу до конца по причине полученной травмы. 27 августа 2013 года Павле продлил контракт с гомельским клубом до конца 2014 года. В середине сентября Павел оправился от травмы и вышел на замену в матче против жодинского «Торпедо». После окончания того матча футболист отметил, что все ещё испытывает проблемы и играл с болевыми ощущениями, после чего не появлялся в заявке клуба на матчи до ноября. Всего в сезон 2013/14 Павел сыграл за «Гомель» 26 матчей и заработал 4 (1+3) балла по системе «гол+пас».
Перед началом сезона 2014 года Кирильчик по решению главного тренера клуба Алексея Меркулова был лишён капитанской повязки (она была передана Дмитрию Комаровскому). В первых матчах сезона Павел не всегда попадал в основной состав команды. 19 апреля 2014 года Кирильчик сыграл юбилейный, 50-й матч за «Гомель». После ряда неудачных матчей команды был и вовсе переведён главным тренером в дубль, где провёл около недели. После увольнения Меркулова с поста главного тренера «Гомеля» возвращён в основу. В декабре 2014 года по окончании контракта покинул клуб.

### «Гранит» и «Ислочь»
В феврале 2015 года подписал контракт с микашевичским «Гранитом», где стал основным опорным полузащитником. В феврале 2016 года из-за финансовых проблем «Гранита» разорвал контракт с клубом и пополнил состав «Ислочи». Сначала играл в основном составе, в сентябре получил травму и выбыл до конца сезона. В январе 2017 года продлил контракт с клубом. В апреле и мае 2017 года отсутствовал из-за травмы, позднее закрепился на позиции центрального защитника.

### «Днепр» и «Арсенал»
В июле 2018 покинул «Ислочь» и стал игроком могилёвского «Днепра». Сначала играл в основном составе, позднее из-за травмы потерял место в команде. В декабре 2018 года покинул могилёвский клуб.
В январе 2019 года присоединился к дзержинскому «Арсеналу», где закрепился в составе, стал капитаном команды, а также играющим тренером.

## Карьера в сборной
В 2004 году принимал участие в чемпионате Европы (среди команд до 21 года) в составе сборной Беларуси. Тогда белорусы смогли обыграть Италию — 2:1, сыграть вничью с Хорватией 1:1 — Павел сравнял счёт, а в последнем матче проиграли Сербии 1:2. Беларусь заняла третье место и не смогла выйти из группы.
В 2005 году дебютировал в составе национальной сборной Беларуси, всего провёл 4 матча за национальную команду.

## Тренерская карьера
В сентябре 2020 года, после отставки Сергея Ясковича, был назначен исполняющим обязанности главного тренера «Арсенала». В сезоне 2021 стал полноправным главным тренером команды. Вместе с клубом стал победителем Первой Лиги. В сезоне 2022 года вместе с клубом участвовал в Высшей Лиге. По окончании чемпионата по итогу стыковых матчей покинул высший дивизион. По сообщениям источников покинул пост главного тренера клуба в декабре 2022 года. Вскоре в клубе официально сообщили о том, что тренер покинул клуб вместе со своими представителями тренерского штаба.
В августе 2023 года специалист получил тренерскую лицензию категории PRO. В июле 2023 года стал главным тренером юношеской команды в возрастной категории до 16 лет в российском училище олимпийского резерва «Мастер-Сатурн». В конце декабря 2023 года покинул училище. 
В январе 2024 года стал ассистентом главного тренера в московском «Торпедо».
15 августа 2025 года стал исполняющим обязанности главного тренера «Торпедо», после увольнения Олега Кононова.

## Статистика в качестве главного тренера
| Команда                    | Начало работы   | Окончание работы | Результаты | Результаты | Результаты | Результаты | Результаты | Результаты | Результаты | Результаты |
| Команда                    | Начало работы   | Окончание работы | И          | В          | Н          | П          | ГЗ         | ГП         | РМ         | В %        |
| -------------------------- | --------------- | ---------------- | ---------- | ---------- | ---------- | ---------- | ---------- | ---------- | ---------- | ---------- |
| «Арсенал»                  | 8 сентября 2020 | 2 декабря 2022   | 84         | 35         | 20         | 29         | 115        | 94         | +21        | 041,67     |
| «Торпедо» (Москва) (и. о.) | 15 августа 2025 | н. в.            | 1          | 1          | 0          | 0          | 1          | 0          | +1         | 100,00     |
| Всего                      | Всего           | Всего            | 85         | 36         | 20         | 29         | 116        | 94         | +22        | 042,35     |

## Достижения

### Игрок
«Торпедо-МАЗ»
- Финалист Кубка Беларуси: 1999/00

«Черноморец»
- Бронзовый призёр чемпионата Украины: 2005/06

«Минск»
- Бронзовый призёр чемпионата Беларуси: 2010

«Гомель»
- Обладатель Суперкубка Беларуси: 2012
- Итого : 1 трофей

«Арсенал»
- Победитель Второй лиги: 2019
- Итого : 1 трофей

### Тренер
«Арсенал»
- Победитель Первой лиги: 2021
- Итого : 1 трофей